# Palma de Gandía
Palma de Gandía település Spanyolországban, Valencia tartományban. Palma de Gandía Ador, Alfauir, Beniarjó, Beniflà, Gandia, Potries, Real de Gandía és Rótova községekkel határos. Lakosainak száma 1816 fő (2024).

## Népesség
A település népessége az utóbbi években az alábbiak szerint változott:
| Lakosok száma | 1593 | 1655 | 1850 | 1887 | 1819 | 1687 | 1511 | 1631 | 1686 | 1816 |
|               | 2001 | 2004 | 2007 | 2009 | 2012 | 2014 | 2017 | 2019 | 2022 | 2024 |